# Platonisk realisme
Platonisk realisme eller ekstrem realisme er den filosofiske position at universalier eller abstrakte objekter eksisterer objektivt og udenfor menneskets sind. Det er navngivet efter den græske filosof Platon som anvendte realisme på sådanne universalier, som han betragtede som ideelle former. Denne holdning kaldes til tider også platonisk idealisme, men må ikke forveksles med filosofisk idealisme, som den blev repræsenteret af filosoffer såsom George Berkeley: da platoniske abstraktioner ikke er spatielle, temporale eller mentale er de ikke kompatible med den sidstnævnte idealismes fokus på mental eksistens. Platons former omfatter tal og geometriske figurer, hvilket gør dem til en teori om matematisk realisme; de omfatter også Det Godes form, hvilket også gør det til en teori om moralsk realisme.
Platon udlagte sin egen artikulering af realismen vedrørende universaliernes eksistens i sin dialog Staten og andre steder, såsom i Faidon, Faidros, Menon og Parmenides.
| filosofi | Spire Denne filosofiartikel er en spire som bør udbygges. Du er velkommen til at hjælpe Wikipedia ved at udvide den. |